# パウル・フライアー
スワヴォミール・パウル・フライアー（Sławomir Paul Freier、1979年7月26日 - ）は、ポーランド・シロンスク県ビトム出身の元サッカー選手。元ドイツ代表。現役時代のポジションはMF。ブンデスリーガ・VfLボーフム所属。
2008-2009シーズンより古巣のVfLボーフムへ復帰した。
2014年に現役引退し、2015年からはボーフムのユースチームのコーチを務めている。

## 所属クラブ
- VfLボーフム 1999-2004
- バイエル・レバークーゼン 2004-2008
- VfLボーフム 2008-2014